# 埃克塞基耶爾·帕拉西奧斯
埃克塞基耶爾·亚历杭德罗·帕拉西奧斯（西班牙語：Exequiel Alejandro Palacios，發音：[ekseˈkjel paˈla.sjos]；1998年10月5日—），阿根廷足球運動員，現效力德甲球會勒沃库森，阿根廷國家足球隊成員，司職中場。

## 俱樂部生涯
帕拉西奧斯出自河床青訓，他跟隨球隊贏得過阿根廷杯、南美解放者杯和南美超級盃的冠軍。
2019年12月17日，德甲球會勒沃库森宣佈從河床簽下中場帕拉西奧斯，雙方簽約到2025年，球員會在冬窗正式加盟。
2024年4月14日，勒沃库森队赢得了2023-24 年度德甲联赛冠军，帕拉西奥斯是其中一员。

## 國家隊生涯
2018年9月8日，在对危地马拉国家足球队的3-0国际友谊赛中，帕拉西奥斯首次代表阿根廷國家足球隊上場。
2020年9月，阿根廷國家足球隊公佈最新一期大名單，帕拉西奧斯入選。
2021年6月，帕拉西奧斯入選了阿根廷參加2021年美洲國家盃的大名單。 7月10日，他隨隊獲得美洲盃冠軍。
2022年11月，帕拉西奧斯入選2022年世界盃阿根廷國家隊26人名單，並隨隊獲得世界盃冠軍。

## 榮譽

### 俱乐部
勒沃库森
- 德国足球甲级联赛冠軍：2023–24[3]
- 德国足协杯冠軍：2023–24[4]

### 國家隊
阿根廷
- 美洲國家盃冠軍：2021年
- 歐美超級杯冠軍（1次）：2022年
- 國際足協世界盃冠軍（1次）：2022年